# Mayberry Township (comté de Hamilton, Illinois)
Mayberry Township est un township du comté de Hamilton dans l'Illinois, aux États-Unis,. 